# Порпето
Порпето (итал. Porpetto) је насеље у Италији у округу Удине, региону Фурланија-Јулијска крајина.
Према процени из 2011. у насељу је живело 1550 становника. Насеље се налази на надморској висини од 7 м.

## Становништво
Према резултатима пописа становништва 2011. у општини је живело 2.650 становника.
| 1951. | 1961. | 1971. | 1981. | 1991. | 2001. | 2011. |
| ----- | ----- | ----- | ----- | ----- | ----- | ----- |
| 3.069 | 2.813 | 2.581 | 2.727 | 2.665 | 2.683 | 2.650 |